# Sintrivani
Sintrivani (Grieks: Σιντριβάνι) (Fontein) is een metrostation in de Griekse stad Thessaloniki dat op 30 november 2024 werd geopend.

## Geschiedenis
Na de grote stadsbrand van 1917 stelde premier Venizelos een commissie in die met voorstellen voor de wederopbouw van Thessaloniki moest komen. Onderdeel van het wederopbouwplan uit 1918 was de aanleg van een metro, die binnen de stadsmuren in een tunnel onder de Egnatialaan zou lopen. De stad werd herbouwd zonder metro en in 1968 kwam er een nieuw voorstel voor een metro, dit keer als ringlijn, dat evenmin werd uitgevoerd. Het gemeentelijke sneltram/metroproject uit de jaren 80 van de 20e eeuw omvatte eveneens de tunnel onder de Egnatialaan met onder andere een station bij de voormalige oostelijke stadspoort en de fontein die door Sultan Abdülhamit II in 1889 aan de stad werd geschonken. In het kader van het gemeentelijke project werd langs de Egnatialaan een ongeveer 650 meter lange openbouwputtunnel gebouwd tussen de jaarbeurs en de universiteit. Dat project werd echter in 1989 stilgelegd om financiële redenen en in 2003 werd de aanbesteding geopend voor de gerealiseerde metro. In april 2006 werd gekozen voor een automatische metro naar het voorbeeld van de metro van Kopenhagen. Het station werd aanbesteed als Sintrivani/Ekthesi (Fontein/Tentoonstelling) in verband met het naast gelegen jaarbeursterrein, maar het station werd geopend als Sintrivani.

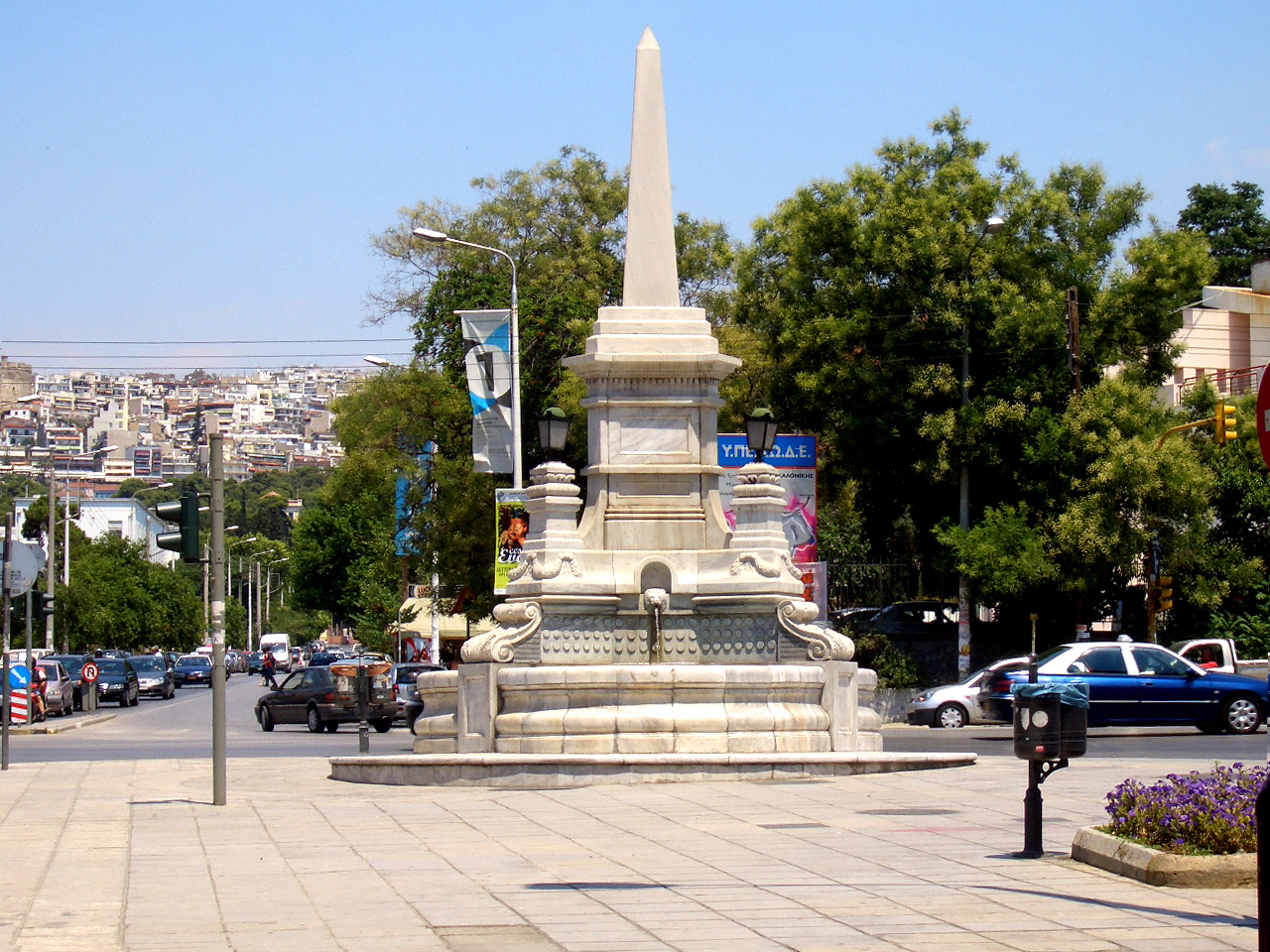
De naamgevende fontein

## Archeologie
De opgravingen rond Sintrivani brachten voorwerpen van de oosterbegraafplaats, vlak buiten de oostelijk stadsmuur aan de oppervlakte. Beekjes en stortregens beïnvloeden al vanaf 300 vChr. de inrichting van de begraafplaats. In de Hellenistische en Romeinse periodes lagen de graven dicht op elkaar, veelvuldig zelfs over elkaar heen of werden ze hergebruikt, in sommige gevallen werden oude graven vernield om plaats te maken voor nieuwe. De begraafplaats werd vanaf 300 geleidelijk Christelijk en er werd een gebouw voor de eredienst neergezet dat tussen 450 en 500 werd vervangen door een basiliek die door groepen gewelfde graven werd omringd. Onder de oudere graven zijn verschillende types uit de Byzantijnse periode gevonden. De graven bevatten een grote verscheidenheid aan luxe grafgiften, waaruit de sociale en economische status van het antieke Thessaloniki en het multiculturele karakter van de stad vanaf haar stichting blijkt.

## Ligging en inrichting
Het station ligt onder de Egnatialaan vlak ten oosten van de oude stad van Thessaloniki. De noordelijke toegang ligt langs de Egnatialaan en heeft een lift en een vaste trap geflankeerd door roltrappen. De zuidelijke toegang ligt voor de ingang van de jaarbeurs en heeft een vaste trap geflankeerd door roltrappen. Door de plaatsing van de OV-poortjes kan de stationshal niet als oversteek worden gebruikt. Beide toegangen hebben kaartautomaten, het loket voor de kaart verkoop ligt bij de noordelijke toegang, terwijl de stationsopzichter bij de zuidelijke zit. Achter de OV-poortjes verbinden een lift en een vaste trap rond de liftkoker de stationshal met de oostkop van het perron op 31 meter. In het midden en aan de westkant van de stationshal is het Deense voorbeeld gevolgd door de twee roltrapgroepen tussen hal en perron. Door de diepe ligging van het perron zijn er drie roltrappen nodig om de hoogte te overbruggen. Naast de roltrapgroepen zijn vitrines geplaatst, in de zuidelijke is een fragment van de vloer met mozaïek uit de basiliek te zien, de noordelijke vitrine bevat vier marmeren sarcofagen van de begraafplaats. In verband met de inzet van automatische metro's zijn de perrons voorzien van perrondeuren. Ten oosten van het perron ligt een kruiswissel zodat de metro's in geval van storingen van tunnelbuis kunnen wisselen.  